# GJ 1207
GJ 1207 is een vlamster met een spectraalklasse van M3.5Ve. De ster bevindt zich 28,38 lichtjaar van de zon.